# Fekete eső (amerikai film, 1989)
A Fekete eső (Black Rain) egy 1989-ben bemutatott amerikai akciófilm, Michael Douglas, Andy García, Takakura Ken és Kate Capshaw főszereplésével. A filmet Ridley Scott rendezte.
A sztori középpontjában két New York-i rendőrtiszt áll, akik a japán jakuza banda tagjait viszik vissza Japánba. Megérkezésük után a bűnöző megszökik, a két rendőr pedig nekiindul az éjszakának, így egyre mélyebbre és mélyebbre ássák magukat a japán alvilágban. A film sztereotípiákat állít az amerikai és a japán bűnözők, s rendőrtisztek között. A premierre 1989. szeptember 22-én került sor az Amerikai Egyesült Államokban, a produkciót nem követte különösebb rajongás, de nemzetközileg és a későbbiekben igazi kultuszfilm lett, különleges, megfogó hangulata és árnyalatai miatt.
A filmet két Oscar-díjra jelölték a legjobb hang és a legjobb hangeffektus vágás kategóriában 1990-ben, de egyik díjat sem kapta meg.

## Történet
|  | Alább a cselekmény részletei következnek! |

Nick Conklin (Michael Douglas) nyomozóra manapság rájár a rúd. A Belső Ügyosztály rászállt, mert azzal vádolják, hogy egy letartóztatás során elemelt egy csomó pénzt a bűnözőtől, ráadásul a feleségétől is elvált, gyerekeit pedig alig láthatja. Amikor ebédelni szeretne barátjával, Charlie Vincenttel (Andy García), épp egy jakuzák között vívott maffiaháború közepébe csöppen. És bár elkapja Szatót, a legkeményebbnek tűnő japánt, kiderül ez még nem elég, valakinek vissza kell vinnie a kegyetlen bűnözőt szülőhazájába, Japánba. Odaértük után Szató könnyen megszökik, Nick és Charlie pedig hiába próbálna a nyomára akadni, az ottani rendőrség ezt lehetetlenné teszi. Események sorozata után Charlie-t megtámadják Szató emberei és megölik. Nick elmondja Macumoto felügyelőnek, hogy kiderítették: a jakuzák pénzt hamisítanak, viszont Szatót majdnemhogy ellenségnek tekintik.
Nick összeomlik társa halála miatt és elhatározza, Macumoto segítségével elkapja az összes gazembert. A két rendőr között barátság alakul ki, Nick pedig bevallja, valóban eltett némi pénzt, de csak azért mert rendkívül nehéz helyzetben volt a válóper és egyéb gondok miatt. Macumoto a barátságuk ellenére nem érez vele együtt, és elmondja neki, a lopás az lopás, és ez alól nincs kibúvó.
A két rendőr rátalál Szatóra és a bandájára, de az akció kudarcba fullad, a bűnözők meglépnek, Nicket pedig elfogják és felteszik egy gépre, ami visszavinné New Yorkba. Nick leszáll a gépről és a jakuza főnökéhez kerül, ahol a főnök elmondja, bosszút akarnak állni Amerikán a második világháború és Hirosima miatt. De mivel Szató az ő ellenségük is, ezért Nicket élve elengedik. A rendőr ezután Macumotóhoz megy, segítséget kérni, de a rendőrt felfüggesztették és nem hajlandó segíteni.
Ezután Nick fegyvert fog és meghiúsítja Szató találkozását a jakuzákkal. Megjelenik Nick oldalán Macumoto is, ketten megtizedelik a gengsztereket, majd Nick Szató nyomába ered motorral. Párbaj alakul ki köztük, ám ahelyett hogy Nick megölné, Macumotóval együtt a rendőrségre viszi Szatót.
Macumotót végül visszaveszik a rendőrséghez, Szatót pedig letartóztatják. A japán rendőr elkíséri Nicket, a barátját a reptérre, elbúcsúznak, végül Nick visszaadja pénz nyomóformát, amivel a jakuzák hamisították az amerikai dollárokat. Macumoto ezért büszke lesz a rendőrre, végül pedig egy „új” Nick nyomozó száll fel a gépre.
|  | Itt a vége a cselekmény részletezésének! |

## Háttér
A filmet eredetileg Paul Verhoeven rendezte volna, a két főszerepre pedig a legesélyesebb Sylvester Stallone és Al Pacino volt. Szató szerepét Jackie Chan kínai színésznek ajánlották fel, ám ő visszautasította, mert nem akart gonosz karaktert játszani, mivel szerinte az csökkentette volna népszerűségét.
Amikor a stáb néhány napra Japánba ment forgatni, egy utcai jelenetnél odament hozzájuk egy járókelő és megtiltotta a filmeseknek, hogy forgassanak. A film végén látható borászat valójában nem Japánban van, hanem a kaliforniai Napa megyében található. A stábnak annyira elfogyott a pénze, hogy a film utolsó jeleneteit az USA-ban vették fel. Az oszakai rendőrkapitányság irodája mellett a Office of Prevention of Natural Disasters foglalt helyet, mivel ez is egy stáb által felépített helyiség volt.
Eredetileg Howard Atherton volt az operatőr, ám a Japánban játszódó jeleneteknél erős frusztrációt okozott neki a hely, így felmondott, ezután Jan de Bontot bízták meg a film befejezésével. Scott első verziója 2 óra és 40 perc hosszú volt. Ebben a hosszabb változatban Szató a film végén látható összecsapás során meghal, míg a rövidebbre vágott és egyben a végső változatban csak letartóztatják.
A Belső Ügyosztály két nyomozóját Stephen Root és Richard Riehle alakítja. Később a Hivatali patkányok című 1999-es filmben ismét együtt szerepelnek. Az Andy García által életre keltett Charlie egy jelenetben említést tesz, hogy milyen jó dolog lenne a Belső Ügyosztálynál dolgozni. García következő szerepe a Higgy neki, hisz zsaru (1990) című Mike Figgis által rendezett filmben volt, ahol a színész egy belsős nyomozót alakított, Richard Gere mellett.
Macuda Júszaku, aki a filmben Szatót játszotta, a film forgatásakor súlyos húgyhólyag-rákban szenvedett, ez megnehezítette a színészi munkát, ám a rendező, Ridley Scott erről semmit sem tudott. Macudának végül ez lett az utolsó filmje, kevesebb mint hét héttel a film amerikai premierje után halt meg, november 9-én 1989-ben. Scott végül az ő emlékének ajánlotta a filmet. Macuda arcát később digitálisan lemodellezték az Onimusha 2 című videójáték főhősének.
Ez volt az első alkalom, hogy Ridley Scott és Hans Zimmer zeneszerző együtt dolgozott. Szoros barátság alakult ki köztük, így Zimmer ezután olyan Scott által rendezett filmeknek szerezte a zenéjét, mint a Gladiátor, Thelma és Louise, Hannibal, A Sólyom végveszélyben és a Trükkös fiúk.

## Szereplők
| Karakter                  | Színész             | Magyar hang (1989–1990) |
| ------------------------- | ------------------- | ----------------------- |
| Nick                      | Michael Douglas     | Dörner György           |
| Charlie                   | Andy Garcia         | Mihályi Győző           |
| Masahiro                  | Ken Takakura        | Rajhona Ádám            |
| Joyce                     | Kate Capshaw        | Andresz Kati            |
| Sato                      | Yusaku Matsuda      | Máté Gábor              |
| Ohashi                    | Shigeru Kôyama      | Buss Gyula              |
| Oliver                    | John Spencer        | Gruber Hugó             |
| Katayama                  | Guts Ishimatsu      |                         |
| Nashida                   | Yuya Uchida         | Botár Endre             |
| Sugai                     | Tomisaburo Wakayama | Szabó Ottó              |
| Miyuki                    | Miyuki Ono          |                         |
| Frankie                   | Luis Guzmán         | Sörös Sándor            |
| Kölyök                    | John Costelloe      | Vass Gábor              |
| Berg                      | Stephen Root        | Láng József             |
| Crown                     | Richard Riehle      | Horkai János            |
| Yudell                    | Bruce Katzman       | Juhász Jácint           |
| Japán üzletember          | Edmund Ikeda        |                         |
| Japán tolmács             | Tomo Nagasue        |                         |
| Abolofia                  | Clem Caserta        | Kránitz Lajos           |
| Bobby                     | Tim Kelleher        |                         |
| Farentino                 | George Kyle         |                         |
| Nyomozó                   | Vondie Curtis-Hall  |                         |
| Nyomozó                   | Joe Perce           |                         |
| Nyomozó                   | Louis Cantarini     |                         |
| Japán-amerikai tolmács    | Doug Yasuda         |                         |
| Japán követségi munkatárs | Toshio Sato         |                         |
| Yashimoto                 | Jun Kunimura        | Balázsi Gyula           |
| Karaoke-énekes            | Keone Young         |                         |
| Kísérőtiszt               | Jim Ishida          |                         |
| Mediátor                  | Shôtarô Hayashi     |                         |
| Mediátor                  | Toshirô Obata       |                         |
| Nudlis nő                 | Michiko Tsushima    |                         |
| Peggy                     | Linda Gillen        |                         |
| Danny                     | John Gotay          | Simonyi Balázs          |
| Patrick                   | Matthew Porac       | Jávor Dani              |
| Masahiro fia              | Ken Kensei          | Bor Zoltán              |
| Joe, a csapos             | Josip Elic          | Farkas Antal            |
| Barát                     | Mitchell Bahr       |                         |
| Motoros                   | Chris Nelson Norris |                         |
| Nori, hosztesz a bárban   | Celia Xavier        |                         |

## Fogadtatás

### Bevételek
A nyitóhétvégén, a Fekete eső 9.6 millió dollárt hozott 1610 moziban az Amerikai Egyesült Államokban és Kanadában, így rögtön az első helyre került, a következő két hétben sem változtatott pozícióján. A film összesen 46.2 milliót hozott az Egyesült Államokban és Kanadában és 88 milliót külföldön, világszerte pedig 134.2 millió dolláros bevételt produkált.

### Kritikai fogadtatás
A filmet a közönség vegyesen fogadta, ám a legtöbb vélemény még így is igen pozitív volt. Dicsérték a film különleges hangulatát és képi világát, negatívumként pedig az egyszerű történetet és a viszonylag kidolgozatlan főellenséget rótták fel. A Rotten Tomatoes honlapon a film 57%-ot kapott, az Internet Movie Database-en jelenleg 6.4 csillagra áll.